# ارين أوستين
ارين أوستين (بالإنجليزية: Warren Austin)‏ هو قاضي ومحامي ودبلوماسي وسياسي أمريكي، ولد في 12 نوفمبر 1877 في هايغيت في الولايات المتحدة، وتوفي في 25 ديسمبر 1962 في برلينغتون في الولايات المتحدة. حزبياً، نشط في الحزب الجمهوري. وقد انتخب سفير وانتخب سفير الولايات المتحدة إلى الأمم المتحدة (14 يناير 1947 – 22 يناير 1953) وانتخب عضو مجلس الشيوخ الأمريكي عن دائرة فيرمونت (1 أبريل 1931 – 2 أغسطس 1946).

## روابط خارجية
- ارين أوستين على موقع مونزينجر (الألمانية)
- ارين أوستين على موقع إن إن دي بي (الإنجليزية)